# Vetor de Laplace
Em matemática e física, o operador do vetor de Laplace, denotado por {\displaystyle \nabla ^{2}}, nomeado em homenagem a Pierre-Simon Laplace, é um operador diferencial definido em um campo vetorial. O vetor Laplaciano é semelhante ao laplaciano escalar.

## Definição
O vetor Laplaciano de um campo vetorial {\displaystyle \mathbf {A} } é definido como
{\displaystyle \nabla ^{2}\mathbf {A} =\nabla (\nabla \cdot \mathbf {A} )-\nabla \times (\nabla \times \mathbf {A} ).}
Em coordenada cartesianas, isso reduz a forma muito mais simples:
{\displaystyle \nabla ^{2}\mathbf {A} =(\nabla ^{2}A_{x},\nabla ^{2}A_{y},\nabla ^{2}A_{z}),}
onde {\displaystyle A_{x}}, {\displaystyle A_{y}}, e {\displaystyle A_{z}} são os componentes de {\displaystyle \mathbf {A} }. Isso pode ser visto como um caso especial da fórmula de Lagrange (veja Produto triplo).
Para expressões do vetor Laplaciano em outros sistemas de coordenadas, veja Del em coordenadas cilíndricas e esféricas.